# Новая Гута (Буда-Кошелёвский район)
Новая Гута (бел. Новая Гута) — упразднённый посёлок в Широковском сельсовете Буда-Кошелёвского района Гомельской области Беларуси.
В связи с радиационным загрязнением после Чернобыльской катастрофы жители (10 семей) переселены в чистые места.

## География

### Расположение
В 19 км на северо-восток от районного центра и железнодорожной станции Буда-Кошелёвская (на линии Жлобин — Гомель).

### Гидрография
На юге мелиоративный канал.

## Транспортная сеть
Транспортные связи по просёлочной дороге, а затем по шоссе Довск — Гомель. Планировка состоит из короткой прямолинейной широтной улицы, застроенной деревянными домами усадебного типа.

## История
Основан в 1920-х годах переселенцами с соседних деревень на бывших помещичьих землях. В 1929 году жители посёлка вступили в колхоз. В 1959 году входил в состав совхоза «Коминтерн» (центр — деревня Широкое).

## Население

### Численность
- 2010 год — жителей нет.

### Динамика
- 1959 год — 59 жителей (согласно переписи).
- 1990-е — жители (5 семей) переселены.